# Rudolf Schadow

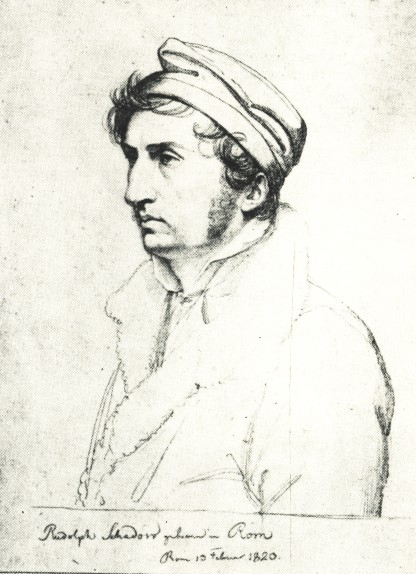
Carl Christian Vogel von Vogelstein – Rudolph Schadow (1820)

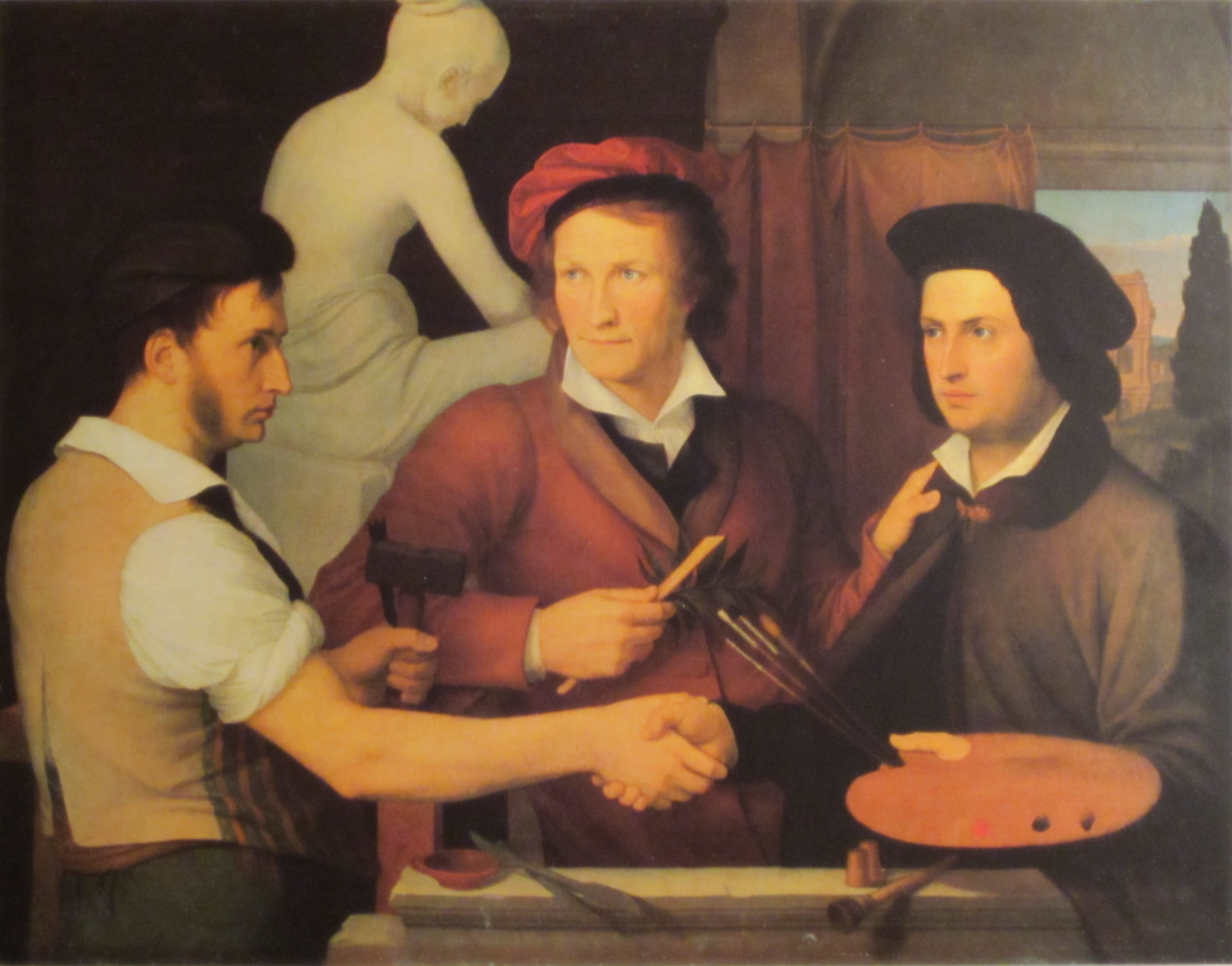
Rudolf Schadow (links) mit der „Sandalenbinderin“ im Hintergrund. Neben ihm Bertel Thorvaldsen und sein Bruder Friedrich Wilhelm (1815)

Karl Zeno Rudolf (Ridolfo) Schadow (* 9. Juli 1786 in Rom; † 31. Januar 1822 ebenda) war ein deutscher Bildhauer.

## Leben
Rudolf Schadow war ältester Sohn und Schüler von Johann Gottfried Schadow. In Berlin aufgewachsen, ging er im Jahr 1810 mit seinem Bruder Wilhelm Schadow zu Studienzwecken nach Rom, wo er das Atelier von Christian Daniel Rauch übernahm. Im Gegensatz zu seinen Brüdern Wilhelm und Felix Schadow entschied er sich nicht für die Malerei, sondern wurde Bildhauer wie sein Vater. Dieser übertrug Rudolf bereits 1807 die Marmorausführung seiner Büste von Julie Zelter, entstanden im Auftrag der Berliner Singakademie. Sein erstes selbständiges Werk, eine Statue des Paris, wurde 1812 in der Berliner Akademie ausgestellt. Es zeigt deutlich den Einfluss des dänischen Bildhauers Bertel Thorvaldsen.
Von Heimweh und geringem Selbstvertrauen beeinflusst, ging Schadow für kurze Zeit nach Berlin zurück, reiste aber im Januar 1812 in Begleitung Christian Daniel Rauchs wieder nach Rom. Er konvertierte 1814 zum Katholizismus. Eine Professur an der Düsseldorfer Akademie lehnte er 1818 ab und blieb in Rom. Er starb mit 35 Jahren und wurde in Rom in Sant’Andrea delle Fratte beigesetzt.

## Werke
Schadow zeigte einen eher romantisch als klassizistisch geprägten Zugang zur Skulptur mit einem sentimentalischen Grundton.
- Grabmal Dorothee Louise Scheffler (1810, mit Johann Gottfried Schadow), Friedrichswerdersche Kirche

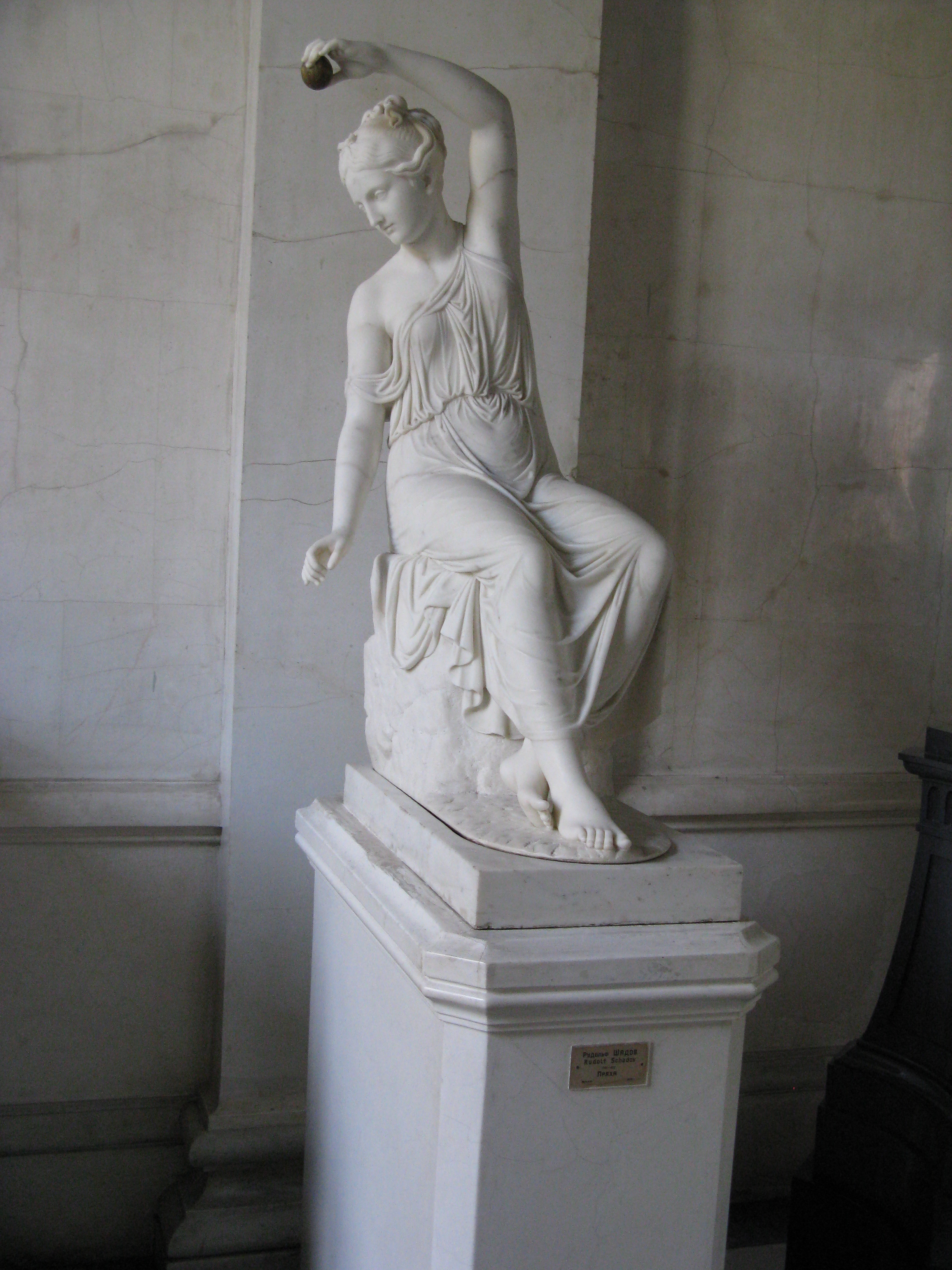
„Die Spinnerin“ Marmor; Köln, Wallraf-Richartz-Museum, 1816
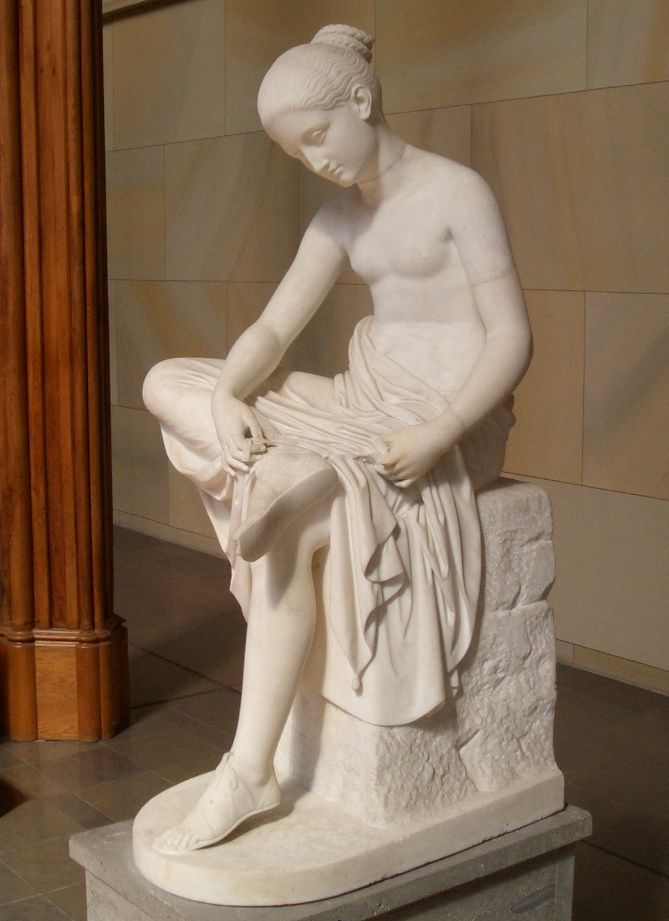
Die Sandalenbinderin Marmor; München, Neue Pinakothek, 1817
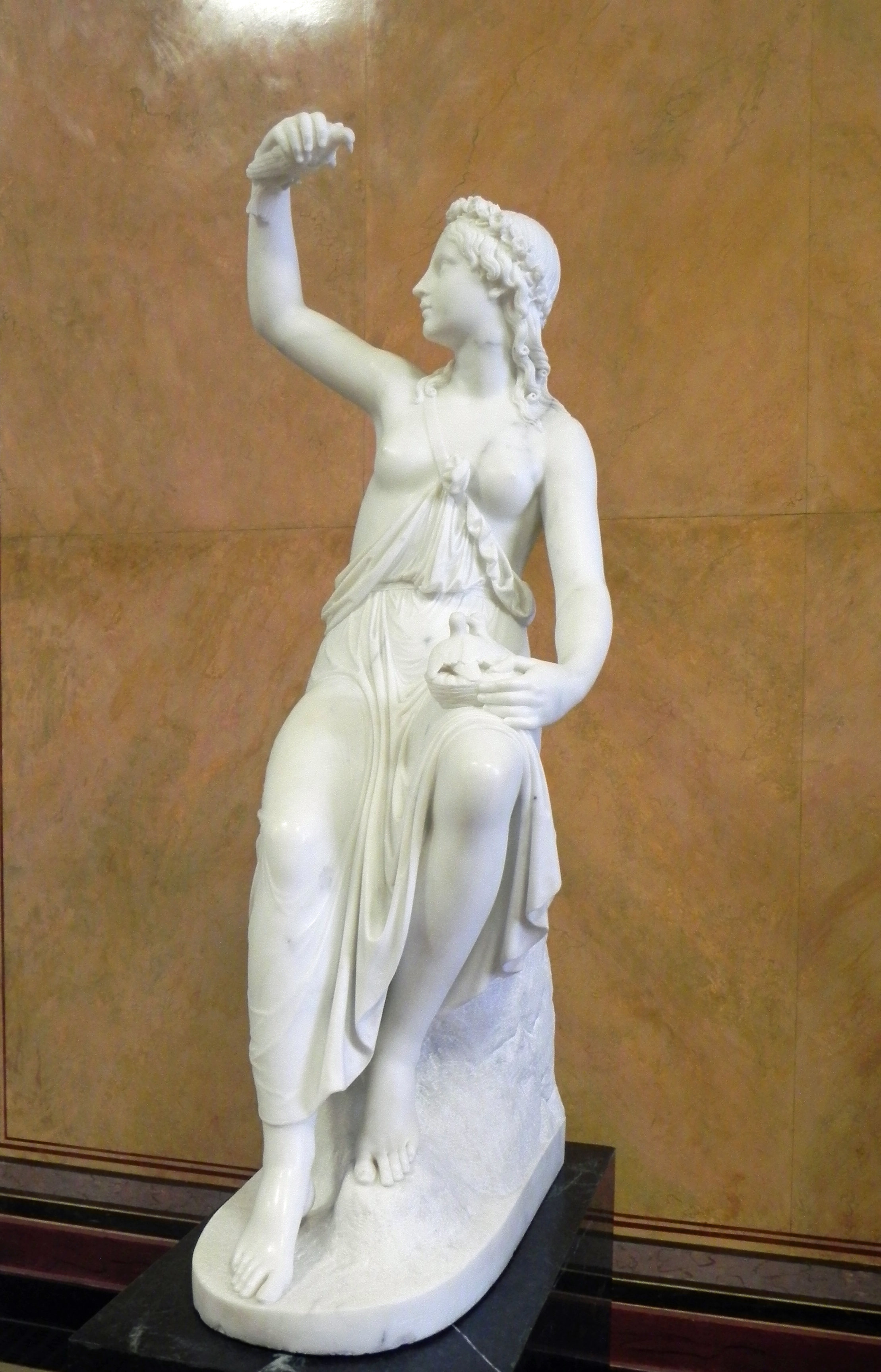
Mädchen mit Tauben (Die Unschuld); Alte Nationalgalerie Berlin, 1820